# ATP World Tour Finals 2012
ATP World Tour Finals 2012, oficiálně se jménem sponzora Barclays ATP World Tour Finals 2012, také známý jako Turnaj mistrů 2012, byl tenisový turnaj mužů, který se hrál ve dnech 5. až 20. listopadu počtvrté v britském hlavním městě Londýně. Místem konání se stala O2 Arena, v níž byl instalován dvorec s tvrdým povrchem. Turnaj představoval závěrečnou událost tenisové sezóny ATP World Tour. Účastnilo se jej osm nejlepších tenistů světa ve dvouhře a osm párů ve čtyřhře, a to na základě postavení v žebříčku ATP, pokud se podle pravidel účastníci nekvalifikovali jiným způsobem. Odměny činily 5 500 000 USD.
Singlovým obhájcem titulu z posledních dvou let byl Švýcar Roger Federer a ve čtyřhře pak bělorusko-srbská dvojice Max Mirnyj a Nenad Zimonjić. Soutěž dvouhry vyhrála srbská světová jednička Novak Djoković, která ve finále zdolala Federera. Jednalo se o jeho druhý titul. Čtyřhru opanoval španělský pár Marcel Granollers a Marc López.

## Turnaj

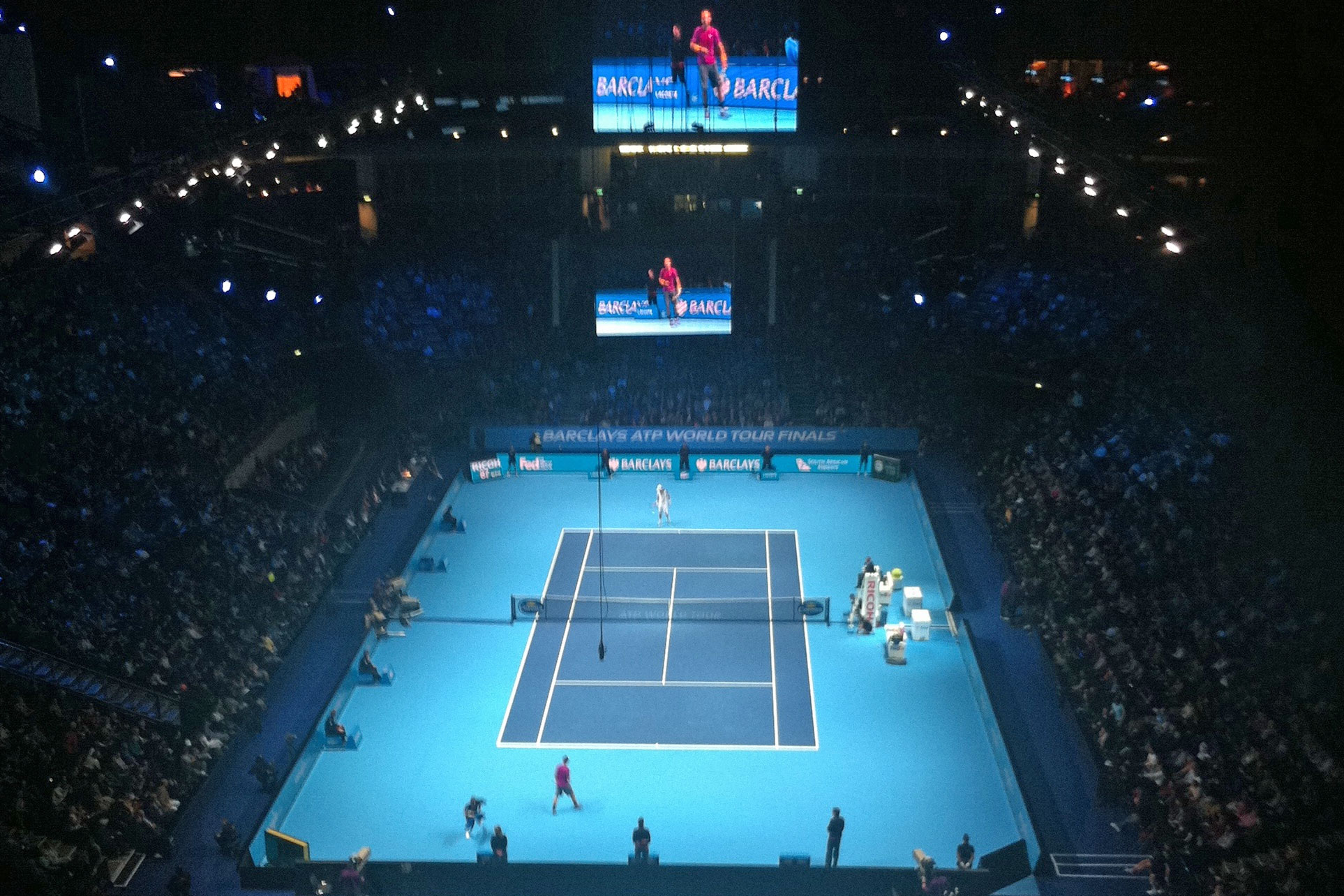
Tenisový dvorec v O_{2} areně

ATP World Tour Finals 2012 se konal mezi 5. a 12. listopadem v londýnské O2 Arena na dvorcích s tvrdým povrchem. Jednalo se o 43. ročník dvouhry a 38. čtyřhry. Turnaj organizovala Asociace profesionálních tenistů (ATP) jako součást mužské profesionální sezóny ATP World Tour 2012.

### Formát
Soutěže dvouhry se účastnilo osm tenistů, z nichž každý odehrál tři vzájemné zápasy v jedné ze dvou čtyřčlenných základních skupin A a B. První dva tenisté z každé skupiny postoupili do semifinále, které bylo hráno vyřazovacím systémem pavouka. První ze skupiny A se utkal s druhým ze skupiny B a naopak. Vítězové semifinále pak sehráli finále.
Soutěž čtyřhry kopírovala formát dvouhry.

## Bodové hodnocení a finanční odměny
Všechny částky jsou uváděny v amerických dolarech; finanční odměny ve čtyřhře na pár.
| Výsledek                   | Dvouhra   | Čtyřhra   | Body |
| -------------------------- | --------- | --------- | ---- |
| vítězové                   | +$830 000 | +$125 000 | +500 |
| finalisté                  | +$410 000 | +$65 000  | +400 |
| základní skupina (3 výhry) | $390 000  | $65 000   | 600  |
| základní skupina (2 výhry) | $260 000  | $50 000   | 400  |
| základní skupina (1 výhra) | $130 000  | $25 000   | 200  |
| základní skupina (0 výher) | $130 000  | $65 000   | 0    |
| náhradníci                 | $75 000   | $25 000   | –    |

## Mužská dvouhra

### Nasazení hráčů
| Pořadí | Hráč                  | Body   | Turnajů | Kvalifikován |
| ------ | --------------------- | ------ | ------- | ------------ |
| 1.     | Novak Djoković        | 11 420 | 17      | 9. července  |
| 2.     | Roger Federer         | 9 465  | 20      | 9. července  |
| 3.     | Andy Murray           | 7 600  | 19      | 5. září      |
| —      | Rafael Nadal          | 6 795  | 19      | 9. července  |
| 4.     | David Ferrer          | 6 030  | 24      | 15. října    |
| 5.     | Tomáš Berdych         | 4 405  | 23      | 22. října    |
| 6.     | Juan Martín del Potro | 4 080  | 22      | 25. října    |
| 7.     | Jo-Wilfried Tsonga    | 3 490  | 25      | 1. listopadu |
| 8.     | Janko Tipsarević      | 2 990  | 27      | 1. listopadu |

     skupina A
     skupina B
     odhlášení

### Předešlý poměr vzájemných zápasů
Tabulka uvádí poměr vzájemných zápasů dvojic před turnajem mistrů.
|    |                       | Djoković | Federer | Murray | Ferrer | Berdych | del Potro | Tsonga | Tipsarević | Celkem | V/P 2012 |
| 1. | Novak Djoković        |          | 12–16   | 9–7    | 9–5    | 10–1    | 6–2       | 8–5    | 5–2        | 59–38  | 70–12    |
| 2. | Roger Federer         | 16–12    |         | 8–10   | 13–0   | 11–5    | 13–3      | 8–3    | 5–0        | 74–33  | 68–10    |
| 3. | Andy Murray           | 7–9      | 10–8    |        | 6–5    | 3–4     | 5–1       | 6–1    | 5–3        | 42–31  | 54–14    |
| 4. | David Ferrer          | 5–9      | 0–13    | 5–6    |        | 5–3     | 5–2       | 1–1    | 3–1        | 24–35  | 72–14    |
| 5. | Tomáš Berdych         | 1–10     | 5–11    | 4–3    | 3–5    |         | 2–4       | 3–1    | 3–5        | 16–39  | 59–20    |
| 6. | Juan Martín del Potro | 2–6      | 3–13    | 1–5    | 2–5    | 4–2     |           | 5–2    | 3–0        | 20–33  | 63–15    |
| 7. | Jo-Wilfried Tsonga    | 5–8      | 3–8     | 1–6    | 1–1    | 1–3     | 2–5       |        | 0–0        | 13–31  | 55–22    |
| 8. | Janko Tipsarević      | 2–5      | 0–5     | 3–5    | 1–3    | 5–3     | 0–3       | 0–0    |            | 11–24  | 57–25    |

- V/P 2012 – počet vítězných utkání (V) / prohraných utkání (P) v sezóně 2012

## Mužská čtyřhra

### Nasazení dvojic
| Poř. | Dvojice                          | Body  | Turnajů | Kvalifikována |
| --- | -------------------------------- | ----- | ------- | ------------- |
| 1. | Bob Bryan Mike Bryan             | 9 485 | 22      | 12. srpna     |
| 2. | Max Mirnyj Daniel Nestor         | 6 675 | 20      | 9. srpna      |
| 3. | Leander Paes Radek Štěpánek      | 6 265 | 12      | 6. října      |
| 4. | Robert Lindstedt Horia Tecău     | 5 965 | 23      | 19. srpna     |
| 5. | Mahesh Bhupathi Rohan Bopanna    | 4 455 | 22      | 2. listopadu  |
| 6. | Marcel Granollers Marc López     | 4 360 | 18      | 22. října     |
| 7. | Ajsám Kúreší Jean-Julien Rojer   | 4 115 | 24      | 1. listopadu  |
| 11. | Jonathan Marray Frederik Nielsen | 2 180 | 6       | 15. října     |
| Marray a Nielsen se kvalifikovali díky wimbledonskému titulu a postavení v Top 20 žebříčku podle pravidla P39. |                                  |       |         |               |

     skupina A
     skupina B

### Předešlý poměr vzájemných zápasů
Tabulka uvádí poměr vzájemných zápasů dvojic před turnajem mistrů.
|    |                                    | Bryan | Mirnyj Nestor | Paes Štěpánek | Lindstedt Tecău | Granollers López | Kúreší Rojer | Bhupathi Bopanna | Marray Nielsen | Celkem | V/P 2012 |
| 1. | Bob Bryan / Mike Bryan             |       | 2–3           | 4–2           | 3–1             | 3–0              | 5–1          | 0–0              | 0–1            | 17–8   | 60–13    |
| 2. | Max Mirnyj / Daniel Nestor         | 3–2   |               | 1–2           | 5–1             | 0–2              | 0–1          | 2–2              | 0–0            | 11–10  | 42–16    |
| 3. | Leander Paes / Radek Štěpánek      | 2–4   | 2–1           |               | 0–0             | 1–0              | 0–0          | 1–0              | 0–0            | 6–5    | 30–9     |
| 4. | Robert Lindstedt / Horia Tecău     | 1–3   | 1–5           | 0–0           |                 | 3–2              | 1–0          | 2–0              | 0–1            | 8–11   | 44–19    |
| 5. | Marcel Granollers / Marc López     | 0–3   | 2–0           | 0–1           | 2–3             |                  | 1–0          | 1–0              | 0–1            | 6–8    | 36–15    |
| 6. | Ajsám Kúreší / Jean-Julien Rojer   | 1–5   | 1–0           | 0–0           | 0–1             | 0–1              |              | 0–1              | 0–1            | 2–9    | 36–21    |
| 7. | Mahesh Bhupathi / Rohan Bopanna    | 0–0   | 2–2           | 0–1           | 0–2             | 0–1              | 1–0          |                  | 0–0            | 3–6    | 30–20    |
| 8. | Jonathan Marray / Frederik Nielsen | 1–0   | 0–0           | 0–0           | 1–0             | 1–0              | 1–0          | 0–0              |                | 4–0    | 8-4      |

- V/P 2012 – počet vítězných utkání (V) / prohraných utkání (P) v sezóně 2012

## Průběh turnaje

### 1. den: 5. listopadu 2012
| Zápasy hrané v O2 Arena                                                                        | Zápasy hrané v O2 Arena          | Zápasy hrané v O2 Arena          | Zápasy hrané v O2 Arena |
| Skupina                                                                                        | Vítězové                         | Poražení                         | Výsledek                |
| ---------------------------------------------------------------------------------------------- | -------------------------------- | -------------------------------- | ----------------------- |
| Čtyřhra – B                                                                                    | Max Mirnyj Daniel Nestor [2]     | Robert Lindstedt Horia Tecău [4] | 4–6, 7–61, [12–10]      |
| Dvouhra – A                                                                                    | Andy Murray [3]                  | Tomáš Berdych [5]                | 3–6, 6–3, 6–4           |
| Čtyřhra – A                                                                                    | Marcel Granollers Marc López [7] | Bob Bryan Mike Bryan [1]         | 7–5, 5–7, [11–9]        |
| Dvouhra – A                                                                                    | Novak Djoković [1]               | Jo-Wilfried Tsonga [7]           | 7–6(7–4), 6–3           |
| 1. zápas začal ve 12:00 hod (UTC), 2. ne před 13:45 hod, 3. v 18:00 hod a 4. ne před 19:45 hod |                                  |                                  |                         |

### 2. den: 6. listopadu 2012
| Zápasy hrané v O2 Arena                                                                        | Zápasy hrané v O2 Arena              | Zápasy hrané v O2 Arena            | Zápasy hrané v O2 Arena |
| Skupina                                                                                        | Vítězové                             | Poražení                           | Výsledek                |
| ---------------------------------------------------------------------------------------------- | ------------------------------------ | ---------------------------------- | ----------------------- |
| Čtyřhra – B                                                                                    | Jonathan Marray Frederik Nielsen [8] | Mahesh Bhupathi Rohan Bopanna [5]  | 6–4, 6–7(1–7), [12–10]  |
| Dvouhra – B                                                                                    | Roger Federer [2]                    | Janko Tipsarević [8]               | 6–3, 6–1                |
| Čtyřhra – A                                                                                    | Leander Paes Radek Štěpánek [3]      | Ajsám Kúreší Jean-Julien Rojer [7] | 6–4, 7–5                |
| Dvouhra – B                                                                                    | David Ferrer [4]                     | Juan Martín del Potro [6]          | 6–3, 3–6, 6–4           |
| 1. zápas začal ve 12:00 hod (UTC), 2. ne před 13:45 hod, 3. v 18:00 hod a 4. ne před 19:45 hod |                                      |                                    |                         |

### 3. den: 7. listopadu
| Zápasy hrané v O2 Arena                                                                        | Zápasy hrané v O2 Arena              | Zápasy hrané v O2 Arena          | Zápasy hrané v O2 Arena |
| Skupina                                                                                        | Vítězové                             | Poražení                         | Výsledek                |
| ---------------------------------------------------------------------------------------------- | ------------------------------------ | -------------------------------- | ----------------------- |
| Čtyřhra – B                                                                                    | Mahesh Bhupathi Rohan Bopanna [5]    | Robert Lindstedt Horia Tecău [4] | 6–3, 5–7, [10–5]        |
| Dvouhra – A                                                                                    | Novak Djoković [1]                   | Andy Murray [3]                  | 4–6, 6–3, 7–5           |
| Čtyřhra – B                                                                                    | Jonathan Marray Frederik Nielsen [8] | Max Mirnyj Daniel Nestor [2]     | 7–6(7–3), 4–6, [12–10]  |
| Dvouhra – A                                                                                    | Tomáš Berdych [5]                    | Jo-Wilfried Tsonga [7]           | 7–5, 3–6, 6–1           |
| 1. zápas začal ve 12:00 hod (UTC), 2. ne před 13:45 hod, 3. v 18:00 hod a 4. ne před 19:45 hod |                                      |                                  |                         |

### 4. den: 8. listopadu
| Zápasy hrané v O2 Arena                                                                        | Zápasy hrané v O2 Arena         | Zápasy hrané v O2 Arena            | Zápasy hrané v O2 Arena |
| Skupina                                                                                        | Vítězové                        | Poražení                           | Výsledek                |
| ---------------------------------------------------------------------------------------------- | ------------------------------- | ---------------------------------- | ----------------------- |
| Čtyřhra – A                                                                                    | Leander Paes Radek Štěpánek [3] | Marcel Granollers Marc López [6]   | 7–5, 6–4                |
| Dvouhra – B                                                                                    | Roger Federer [2]               | David Ferrer [4]                   | 6–4, 7–6(7–5)           |
| Čtyřhra – A                                                                                    | Bob Bryan Mike Bryan [1]        | Ajsám Kúreší Jean-Julien Rojer [7] | 7–5, 6–4                |
| Dvouhra – B                                                                                    | Juan Martín del Potro [6]       | Janko Tipsarević [8]               | 6–0, 6–4                |
| 1. zápas začal ve 12:00 hod (UTC), 2. ne před 13:45 hod, 3. v 18:00 hod a 4. ne před 19:45 hod |                                 |                                    |                         |

### 5. den: 9. listopadu
| Zápasy hrané v O2 Arena                                                                        | Zápasy hrané v O2 Arena           | Zápasy hrané v O2 Arena              | Zápasy hrané v O2 Arena    |
| Skupina                                                                                        | Vítězové                          | Poražení                             | Výsledek                   |
| ---------------------------------------------------------------------------------------------- | --------------------------------- | ------------------------------------ | -------------------------- |
| Čtyřhra – B                                                                                    | Mahesh Bhupathi Rohan Bopanna [5] | Max Mirnyj Daniel Nestor [2]         | 7–6(7–5), 6–7(5–7), [10–5] |
| Dvouhra – A                                                                                    | Novak Djoković [1]                | Tomáš Berdych [5]                    | 6–2, 7–6(8–6)              |
| Čtyřhra – B                                                                                    | Robert Lindstedt Horia Tecău [4]  | Jonathan Marray Frederik Nielsen [8] | 6–3, 7–5                   |
| Dvouhra – A                                                                                    | Andy Murray [3]                   | Jo-Wilfried Tsonga [7]               | 6–2, 7–6(7–3)              |
| 1. zápas začal ve 12:00 hod (UTC), 2. ne před 13:45 hod, 3. v 18:00 hod a 4. ne před 19:45 hod |                                   |                                      |                            |

### 6. den: 10. listopadu
| Zápasy hrané v O2 Arena                                                                        | Zápasy hrané v O2 Arena          | Zápasy hrané v O2 Arena            | Zápasy hrané v O2 Arena |
| Skupina                                                                                        | Vítězové                         | Poražení                           | Výsledek                |
| ---------------------------------------------------------------------------------------------- | -------------------------------- | ---------------------------------- | ----------------------- |
| Čtyřhra – A                                                                                    | Leander Paes Radek Štěpánek [3]  | Bob Bryan Mike Bryan [1]           | 6–4, 6–7(6–8), [10–7]   |
| Dvouhra – B                                                                                    | Juan Martín del Potro [6]        | Roger Federer [2]                  | 7–6(7–3), 4–6, 6–3      |
| Čtyřhra – A                                                                                    | Marcel Granollers Marc López [6] | Ajsám Kúreší Jean-Julien Rojer [7] | 6–4, 6–2                |
| Dvouhra – B                                                                                    | David Ferrer [4]                 | Janko Tipsarević [8]               | 4–6, 6–3, 6–1           |
| 1. zápas začal ve 12:00 hod (UTC), 2. ne před 13:45 hod, 3. v 18:00 hod a 4. ne před 19:45 hod |                                  |                                    |                         |

### 7. den: 11. listopadu
| Zápasy hrané v O2 Arena | Zápasy hrané v O2 Arena           | Zápasy hrané v O2 Arena              | Zápasy hrané v O2 Arena |
| Semifinále              | Vítězové                          | Poražení                             | Výsledek                |
| ----------------------- | --------------------------------- | ------------------------------------ | ----------------------- |
| Čtyřhra                 | Mahesh Bhupathi Rohan Bopanna [5] | Leander Paes Radek Štěpánek [3]      | 4–6, 6–1, [12–10]       |
| Dvouhra                 | Novak Djoković [1]                | Juan Martín del Potro [6]            | 4–6, 6–3, 6–2           |
| Čtyřhra                 | Marcel Granollers Marc López [6]  | Jonathan Marray Frederik Nielsen [8] | 6–4, 6–3                |
| Dvouhra                 | Roger Federer [2]                 | Andy Murray [3]                      | 7–6(7–5), 6–2           |

### 8. den: 12. listopadu
| Zápasy hrané v O2 Arena                                                  | Zápasy hrané v O2 Arena          | Zápasy hrané v O2 Arena           | Zápasy hrané v O2 Arena |
| Finále                                                                   | Vítězové                         | Poražení                          | Výsledek                |
| ------------------------------------------------------------------------ | -------------------------------- | --------------------------------- | ----------------------- |
| Čtyřhra                                                                  | Marcel Granollers Marc López [6] | Mahesh Bhupathi Rohan Bopanna [5] | 7–5, 3–6, [10–3]        |
| Dvouhra                                                                  | Novak Djoković [1]               | Roger Federer [2]                 | 7–6(8–6), 7–5           |
| Finále čtyřhry začalo v 18:00 hod (UTC), finále dvouhry pak ve 20:00 hod |                                  |                                   |                         |